# Die Simpsons/Staffel 36
Die 36. Staffel der US-amerikanischen Zeichentrickserie Die Simpsons wurde vom 29. September 2024 bis zum 18. Mai 2025 auf dem US-amerikanischen Sender Fox ausgestrahlt.

## Episoden
| Nr. (ges.) | Nr. (St.) | Deutscher Titel                        | Originaltitel                                                | Erstausstrahlung USA | Deutschsprachige Erstausstrahlung (–) | Regie               | Drehbuch                               | Zuschauer (USA) | Prod. Code |
| ---------- | --------- | -------------------------------------- | ------------------------------------------------------------ | -------------------- | ------------------------------------- | ------------------- | -------------------------------------- | --------------- | ---------- |
| 769        | 1         | –                                      | Bart’s Birthday                                              | 29. Sep. 2024        | –                                     | Rob Oliver          | Jessica Conrad                         | 1,08 Mio.       | 35ABF15    |
| 770        | 2         | –                                      | The Yellow Lotus                                             | 6. Okt. 2024         | –                                     | Matthew Faughnan    | Loni Steele Sosthand                   | 0,89 Mio.       | 35ABF08    |
| 771        | 3         | –                                      | Desperately Seeking Lisa                                     | 20. Okt. 2024        | –                                     | Matthew Nastuk      | Tim Long                               | 2,02 Mio.       | 35ABF18    |
| 772        | 4         | –                                      | Shoddy Heat                                                  | 27. Okt. 2024        | –                                     | Gabriel DeFrancesco | Jeff Westbrook                         | 0,98 Mio.       | 35ABF16    |
| 773        | 5         | –                                      | Treehouse of Horror XXXV                                     | 3. Nov. 2024         | –                                     | Timothy Bailey      | Rob LaZebnik, Dan Vebber & Matt Selman | 3,18 Mio.       | 35ABF13    |
| 774        | 6         | –                                      | Women in Shorts                                              | 10. Nov. 2024        | –                                     | Eric Koenig         | Christine Nangle                       | 0,83 Mio.       | 35ABF17    |
| 775        | 7         | –                                      | Treehouse of Horror Presents: Simpsons Wicked This Way Comes | 24. Nov. 2024        | –                                     | Debbie Bruce Mahan  | Jessica Conrad                         | 2,69 Mio.       | 35ABF14    |
| 776        | 8         | –                                      | Convenience Airways                                          | 8. Dez. 2024         | –                                     | Rob Oliver          | Loni Steele Sosthand                   | 1,70 Mio.       | 36ABF01    |
| 777        | 9         | –                                      | Homer and Her Sisters                                        | 15. Dez. 2024        | –                                     | Matthew Nastuk      | Nick Dahan                             | 1,47 Mio.       | 36ABF03    |
| 778        | 10        | Oh ihr Simpsons, freuet euch! (Teil 1) | O C’mon All Ye Faithful Part 1                               | 17. Dez. 2024        | 17. Dez. 2024                         | Debbie Bruce Mahan  | Carolyn Omine                          | –               | 35ABF21    |
| 779        | 11        | Oh ihr Simpsons, freuet euch! (Teil 2) | O C’mon All Ye Faithful Part 2                               | 17. Dez. 2024        | 17. Dez. 2024                         | Matthew Faughnan    | Carolyn Omine                          | –               | 35ABF22    |
| 780        | 12        | –                                      | The Man Who Flew Too Much                                    | 22. Dez. 2024        | –                                     | Steven Dean Moore   | Al Jean                                | 0,91 Mio.       | 35ABF02    |
| 781        | 13        | –                                      | Bottle Episode                                               | 29. Dez. 2024        | –                                     | Gabriel DeFrancesco | Rob LaZebnik & Johnny LaZebnik         | 3,31 Mio.       | 35ABF04    |
| 782        | 14        | The Past and the Furious               | The Past and the Furious                                     | 12. Feb. 2025        | 12. Feb. 2025                         | Michael Polcino     | Rob LaZebnik                           | 0,59 Mio.       | 35ABF19    |
| 783        | 15        | –                                      | The Flandshees of Innersimpson                               | 30. März 2025        | –                                     | Chris Clements      | Dan Vebber                             | 0,62 Mio.       | 36ABF05    |
| 784        | 16        | –                                      | The Last Man Expanding                                       | 6. Apr. 2025         | –                                     | Timothy Bailey      | J. Stewart Burns                       | 0,69 Mio.       | 36ABF06    |
| 785        | 17        | –                                      | P.S., I Hate You                                             | 13. Apr. 2025        | –                                     | Michael Polcino     | Cesar Mazariegos                       | 0,59 Mio.       | 36ABF07    |
| 786        | 18        | Gelber Planet                          | Yellow Planet                                                | 22. Apr. 2025        | 22. Apr. 2025                         | Timothy Bailey      | J. Stewart Burns                       | –               | 36ABF20    |
| 787        | 19        | –                                      | Abe League of Their Moe                                      | 27. Apr. 2025        | –                                     | Rob Oliver          | Joel H. Cohen                          | 0,73 Mio.       | 36ABF08    |
| 788        | 20        | –                                      | Stew Lies                                                    | 4. Mai 2025          | –                                     | Debbie Bruce Mahan  | Broti Gupta                            | 0,63 Mio.       | 36ABF09    |
| 789        | 21        | –                                      | Full Heart, Empty Pool                                       | 11. Mai 2025         | –                                     | Chris Clements      | Jeff Westbrook                         | 0,69 Mio.       | 36ABF10    |
| 790        | 22        | –                                      | Estranger Things                                             | 18. Mai 2025         | –                                     | Matthew Nastuk      | Tim Long                               | 0,54 Mio.       | 36ABF11    |